# Caldicellulosiruptor acetigenus
Caldicellulosiruptor acetigenus è una specie di batterio appartenente alla famiglia delle Syntrophomonadaceae.